# Synema vallottoni
Synema vallottoni là một loài nhện trong họ Thomisidae.
Loài này thuộc chi Synema. Synema vallotoni được Roger de Lessert miêu tả năm 1923.